# Œuf d'escargot
 (novembre 2016).
Si vous disposez d'ouvrages ou d'articles de référence ou si vous connaissez des sites web de qualité traitant du thème abordé ici, merci de compléter l'article en donnant les références utiles à sa vérifiabilité et en les liant à la section « Notes et références ».

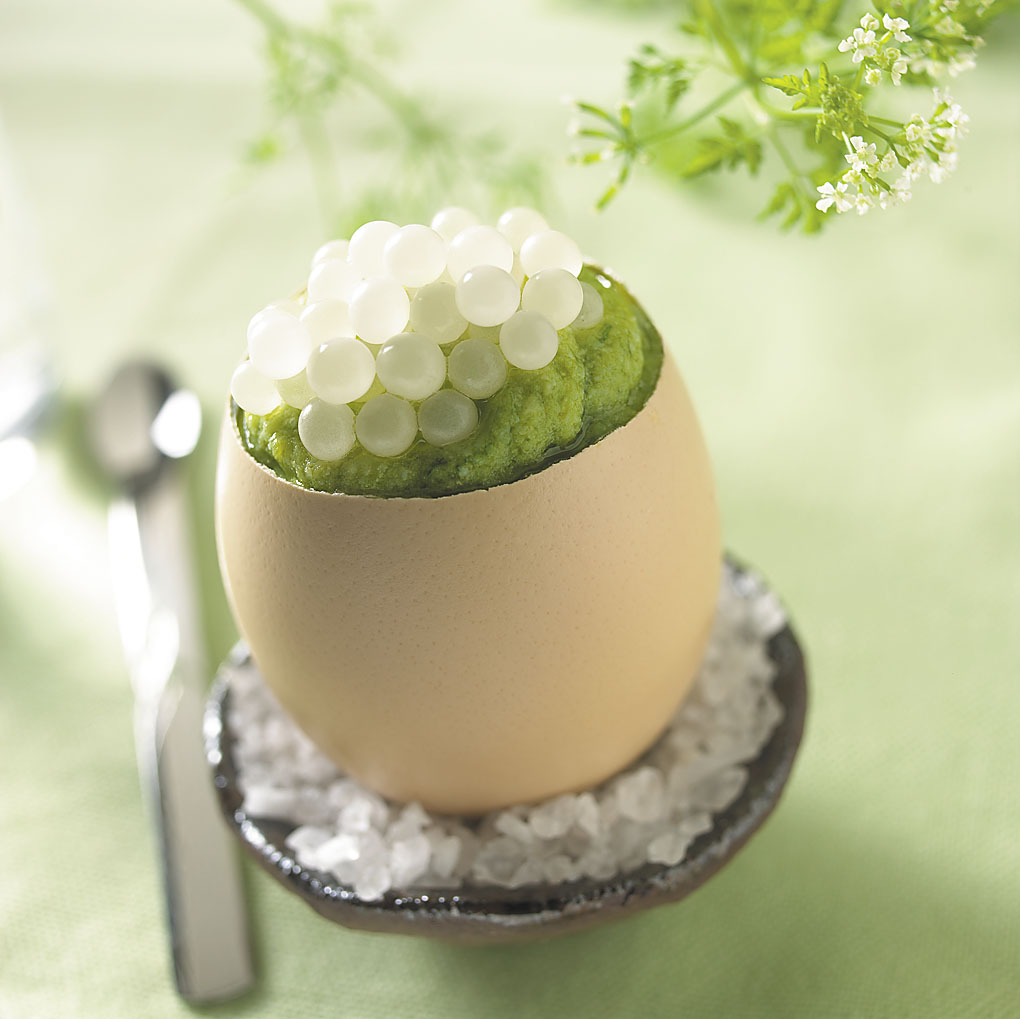
Œufs d'escargot

Les œufs d'escargot sont une préparation à base d'œufs d’escargots dit Gros-Gris (Helix aspersa maxima) de 30 à 40 mg chacun, petites sphères blanches de 4 mm de diamètre. Une ponte représente en moyenne 120 œufs soit 4 grammes. Les œufs de ce mollusque sont d'un blanc laiteux. Ils peuvent être servis en entrée comme les œufs de poissons ou le caviar, cependant il ne faut pas l'appeler « caviar » car il n'est pas issu d'œufs d'esturgeon.
Des œufs pasteurisés, aromatisés et conditionnés dans des verrines ont été commercialisés dans les années 1980. Ces « perles d'escargot » ont reçu un succès mitigé, la pasteurisation détruisant la saveur des œufs et leur coquille restant dure sous la dent.
Depuis 2007, les œufs d’escargots sont préparés dans une saumure de fleur de sel de Guérande et conditionnés sous vide à l’abri de la lumière (semi-conserve +/- 4°). Ce procédé de préparation permet de conserver l'aspect tendre et frais des œufs. La date limite de consommation est actuellement de quatre mois.
En 2020, le kilo d’œufs d'escargot se vendait environ 1800 €. Ce prix n'est pas dû à la rareté du produit mais à son processus de fabrication, lent, technique et onéreux, car les escargots ne pondent qu'une fois par an.

## Dégustation
Les œufs d’escargots peuvent se déguster nature, à la cuillère, accompagnés d’un peu de crème fraîche avec ou sans toast grillé.
Il existe également d'autres préparations pour affiner les œufs d'escargots. Depuis la redécouverte de ce produit dans les années 2000, la saumure représente une façon relativement concluante de ramollir la coquille (constituée d'une membrane blanche calcaire, et d'une autre plus fine et transparente). Or, pour ce faire, il faut un taux de salaison important qui nuit au goût du produit original car la deuxième membrane, très fine, ne représente pas une barrière et laisse passer le sel. Pour préserver la saveur intacte, il faut donc veiller à modérer la salaison des œufs. Il s'agit d'une différence de quelques grammes par kilogramme, exactement comme le caviar d'esturgeon. Des arômes naturels peuvent être ajoutés, mais altèrent aussi au produit de base.

## Conservation
La date limite de consommation peut être portée à 8-10 mois au frais.
Une fois le produit ouvert, il est recommandé de le consommer dans les sept jours.
Il existe deux modes de conservation :
1. La mise en saumure avec pasteurisation (montée en température pour tuer les bactéries) ;
2. La désinfection puis la mise en saumure avec conservation sous vide.

Il y a de plus en plus d'œufs d'escargots disponibles sur le marché. Certains ne subissent aucune modification quelconque et d'autres contiennent des additifs.

## Production
Les escargots pondent d'avril à septembre maximum. Etant hermaphrodites, tous sont susceptibles de pondre.
L’escargot Gros-Gris utilisé par la majorité des producteurs pond dans la terre en moyenne quatre grammes d’œufs en une fois soit environ une centaine d’œufs.
Pour la production d'œufs à des fins de consommation, les héliciculteurs installent leurs escargots dans des salles de reproduction climatisées, avec un arrosage artificiel et un éclairage reproduisant les longues journées du printemps.
Pour produire un kilogramme de perles d’escargot consommable, il faut en moyenne récolter 260 pontes. En effet un tri minutieux est nécessaire pour obtenir un produit propre et visuellement agréable, il y a donc des pertes d’œufs dues à ce tri.